# 내수공설운동장
내수공설운동장(內秀公設運動場, Naesu Public Stadium)은 대한민국 충청북도 청주시에 있는 스포츠 시설이다. 천연잔디 필드와 탄성포장재 트랙이 갖춰져 있는 경기장이며, 1997년에 준공되었다.

## 참고 문헌
- “내수공설운동장”. 청주시시설관리공단. 2021년 9월 20일에 원본 문서에서 보존된 문서. 2020년 10월 10일에 확인함.
- 《2019년 전국 공공체육시설 현황 (2018년말 기준)》. 대한민국 문화체육관광부. 2020.
- 《2023 전국 공공체육시설 현황 (2022년 12월말 기준)》. 대한민국 문화체육관광부. 2024.